# Établissage
L'établissage désigne un mode de production économique proto-industriel qui s'est répandu à partir du XVIIIe siècle dans le Jura, en particulier dans les montagnes neuchâteloises. Il concernait principalement la production horlogère. Selon l'historien David Landes, « le système de l'établissage, dans le Jura, était presque aussi ancien que l'industrie horlogère elle-même ».

## Le principe de l'établissage
L'établissage consiste à produire un bien (des montres) en divisant le travail de fabrication en petites unités spécialisées et indépendantes et à réunir l'ensemble des pièces au dernier moment pour la finalisation du produit. Cela permet une division très fine des tâches, en laissant à l'entrepreneur toute liberté dans la détermination du cahier des charges et à l'exécutant la possibilité de se spécialiser dans l'opération qu'il maîtrise le mieux. Dans le Jura, où il s'est développé, l'établissage avait un autre avantage, permettre le travail à domicile et sa libre répartition au sein des familles. Pour une bonne partie des horlogers jurassiens, l'horlogerie était ainsi une activité à temps partiel qui se substituait au travail principal durant l'hiver.
— Pierre-Yves Donzé, Les Patrons horlogers de La Chaux-de-Fonds, pp. 19-20
L'établissage était également pratiqué dans la Vallée de Joux et dans la région de Morez dans le Jura français.

## Autres formes de production
L'établissage s'oppose aux cabinotiers de la Fabrique genevoise qui formaient de petites entités économiquement indépendantes de quelques horlogers. Ceux-ci étaient plutôt bien payés et formaient - y compris à leurs yeux - une sorte d'aristocratie de la classe ouvrière.

## Évolution de l'établissage
L'établissage évolue vers de nouvelles formes d'organisation.

### Le système de Frédéric Japy
L'industriel français Frédéric Japy renouvelle le procédé de l'établissage en le mécanisant.

### L'industrialisation
À partir de la seconde moitié du XIXe siècle se développe une nouvelle forme de division du travail : l'industrialisation à l'américaine, avec mécanisation des opérations, machinisme, taylorisme, etc. Les premiers à se lancer dans l'aventure de l'industrialisation doivent faire face à une vigoureuse opposition et finissent par s'installer en des contrées plus propices. Ainsi, les fondateurs de la future firme Omega quittent La Chaux-de-Fonds et s'installent dans la ville de Bienne dans le canton de Berne, entraînant un mouvement d'extension de la production horlogère vers le plateau suisse. En 1922, La Chaux-de-Fonds ne connaît qu'une seule entreprise employant plus de 200 ouvriers.

## Une définition horlogère de l'établissage
Le Dictionnaire professionnel illustré de l'horlogerie (Le Berner) donne la définition suivante : 
— Georges-Albert Berner, Dictionnaire professionnel illustré de l'horlogerie, article « établissage ».